# باشگاه فوتبال نیو وایبز
نیو وایبز یک باشگاه فوتبال حرفه‌ای از جزایر ویرجین ایالات متحده آمریکا است که در سنت توماس واقع شده است و در مسابقات باشگاهی جزایر ویرجین ایالات متحده آمریکا شرکت می‌کند.

## افتخارات
- مسابقات باشگاهی جزایر ویرجین ایالات متحده آمریکا: ۴ قهرمانی
- لیگ فوتبال سنت توماس: ۱ قهرمانی